# Вэй Синхуа
Вэй Синхуа́ (кит. трад. 衛興華, упр. 卫兴华, пиньинь Wèi Xìnghuá; 6 октября 1925 — 6 декабря 2019) — китайский экономист, профессор экономики и заведующий кафедрой Китайского народного университета, обладатель национального почётного звания «Народный просветитель». Лауреат Marxian Economics Award (2013). Народный просветитель Китая (2019).

## Биография
Вэй родился 6 октябре 1925 года в крестьянской семье в уезде Утай (Синьчжоу) провинции Шаньси (Китайская Республика) и вырос во время Японо-китайской войны 1937—1945 годов. Во время учёбы в начальной школе учитель дал ему имя «Вэй Сяньгуй» (卫显贵), но в средней школе он изменил свое имя на Вэй Синхуа. В 1946 году он участвовал в подпольной работе Коммунистической партии, в 1947 году стал членом Коммунистической партии Китая. Был арестован гоминьдановским правительством, находился в тюрьме, но был освобождён из-за отсутствия доказательств. В том же 1947 году перебрался в Пекин, поступил в Северо-Китайский университет.
Окончил Северо-Китайский университет в 1950 году, когда в том же 1950 году на базе Северо-Китайского университета был создан Китайский народный университет. Проходил обучение в аспирантуре на кафедре политической экономики Китайского народного университета в 1950—1952 годах.
Свою преподавательскую деятельность начал в должности преподавателя в 1952 году, профессором и заведующим кафедрой экономики в Китайском народном университете.
Вэй Синхуа скончался 6 декабря 2019 года в Пекине в возрасте 94 лет.

## Вклад в науку
В 1986 году он выступил за предоставление предприятиям большей свободы в определении собственных целей, что получило поддержку многих других экономистов.
Он был главным редактором учебника «Принципы политической экономии», одного из наиболее широко используемых учебников в Китае. Он предложил влиятельные теории, касающиеся товарной экономики и многочисленных элементов производительности.

## Награды
За свои достижения был неоднократно награждён:
- дважды премия Сунь Ефана по экономике «за выдающиеся научные работы»;
- 2019 — национальное почетное звание «Народный просветитель».